# ポジショントーク
ポジショントークとは、自分の所属する組織や部署に有利な情報しか話さないこと。自分にとって有利になることばかり恣意的に選んで話し、自分に都合が悪いことは話さず黙っているようなトーク（語り方）。（金融用語）自分の「ポジション」に有利な方向へ相場を動かす目的で、人の心理を操作するための発言をすること。
なお「ポジショントーク」という用語は和製英語だと言われている。

## 金融におけるポジショントーク
株式・為替・金利先物市場におけるポジショントークは、たとえば著名な市場関係者が何かの「ポジション」を持っている時に（たとえば、すでに特定の株式を持っていてその価格が上がると自分に都合が良い場合や、特定の株式を買いたくて一時的に価格が下がって安く買えたら都合がいい、などと期待している時に）、自分のポジションに有利な方向へ相場が動くように、市場心理を揺さぶる発言をマスメディア・媒体などを通して行うこと（自分に得な方向に事態を動かそうとするために人の心理を操作しようとする発言）を指す。

## 各分野のポジショントーク
いろいろな人から話を聞いてものごとを判断しようとする人であっても、世の中では、情報を発信している人のポジション（立場）ごとに語られる内容や話の方向性が全然異なっているので、いったい何が本当なのかさっぱり分からなくなり困ってしまうような状態になっている。
各業界の人が、それぞれ自分が扱っている商品を売って儲けようとしてポジショントークばかりをしている。（プロがする）ポジショントークというのは、パッと聞いたところではポジショントークとは分かりづらい。理路整然と聞こえる。だが（プロの）ポジショントークが理路整然としているように聞こえるのは、理屈が破綻していないかのようにあなたに聞こえるように、あらかじめ周到に準備しているからである。したがって、プロの話も、その話が論理的に聞こえるかどうかでその話の内容が本当に信憑性が高いかどうか判断することはできない。
プロの話を聞く側の立場の人は、どんな分野であれ、人が語っている内容をそのまま真に受けるのではなく、説明している人の立場（ポジション）はどこにあるか見極めて、その立場にとって都合の良い話題ばかりを選び理屈を組み立てている可能性がある、と考える必要がある。
不動産分野
たとえば不動産関連ビジネスの世界ではポジショントークが溢れている。不動産の売買に関する情報を集めようとすると、全然方向性の異なる説明が溢れていて、どの説明が正しいことを言っているのか分からなくなるような状態になっている。
たとえば不動産投資ビジネスで金儲けをしている人は「自宅を買うなんてナンセンスだ。自身は賃貸に住んでおいて、収益を生む物件に投資しましょう」と言い、住宅メーカーの営業マンはやたらと一戸建てを持つことのメリットばかりを語る。他方、金融商品を扱っている者は、不動産を持つことより金融商品の購入ばかりを勧める。
医療分野
医師もポジショントークをしばしば行う。医師の榎木英介は「人は誰でもポジショントークしかできないのではないか」と言ってポジショントークをする自分の自己弁護までしている。
医師のロバート・メンデルソン（en:Robert S. Mendelsohn）は「医者の私利私欲には警戒するべきである」と述べた。医師は、人間のからだが持つ自然な変化に「治療」という名目で介入し、その介入の対価として報酬（つまりお金）を受け取り、世間の評価を得ている。放置しても自然治癒力で治ることを正直に言ったり、別の医者のところに行くように勧めていては、医師は報酬を期待できない。だから、医師は目の前に現れた人に（たとえ適切ではない場合でも、自分のところで治療すると良いなどと言って、ともかく）医療処置を施す傾向があるとメンデルソンは述べている。また、医者というのはそう言うように（医学校、医学部において）教育されてもいる、とも述べている。